# شیشه ایمنی

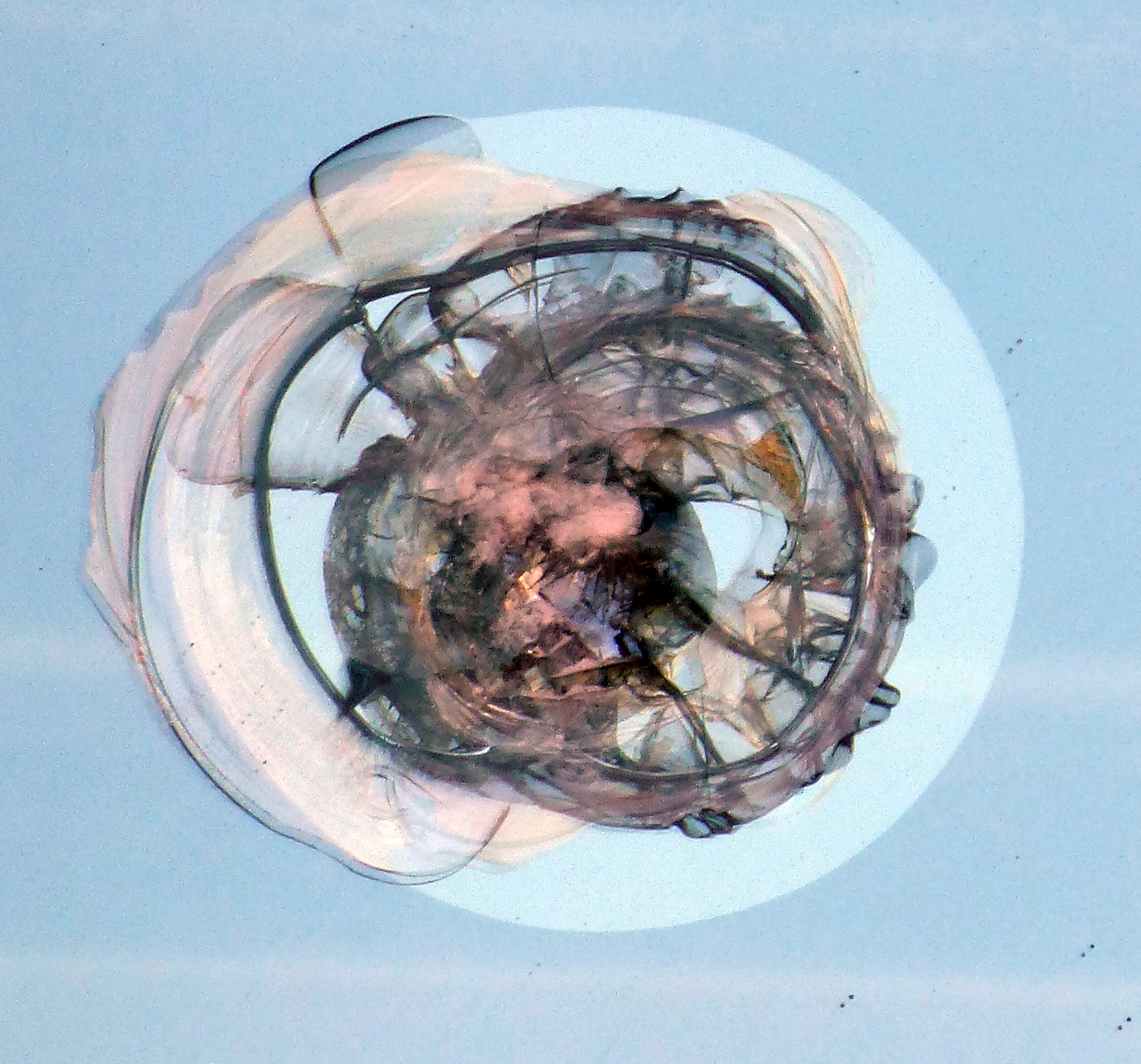
شیشهٔ ایمنی شکسته که یک الگوی دایره‌ای مشخص را نشان می‌دهد

شیشهٔ ایمنی شیشه‌ای با ویژگی‌های ایمنی است که احتمال شکستن آن را کاهش می‌دهد یا در هنگام شکستن، خطر کمتری ایجاد می‌کند. انواع متداول این شیشه‌ها شامل شیشه‌های مستحکم‌شده (سکوریت)، شیشهٔ چندلایه (لمینت) و شیشهٔ مشبک (شیشهٔ سیمی) هستند. شیشهٔ مستحکم‌شده در سال ۱۸۷۴ توسط فرانسوا بارتلمی آلفرد رویر د لا باستی اختراع شد. شیشهٔ مشبک در سال ۱۸۹۲ توسط فرانک شومان اختراع شد. شیشه‌های چندلایه در سال ۱۹۰۳ توسط شیمیدان فرانسوی ادوارد بندیکتوس (۱۸۷۸–۱۹۳۰) اختراع شد.
این سه نوع شیشه را می‌توان با هم ترکیب کرد و شیشه‌ای را فراهم کرد که در عین حال مستحکم شده، لمینیت شده و دارای شبکه‌ای از سیم است. البته ترکیب یک شبکهٔ سیمی با سایر تکنیک‌ها غیرمعمول است. در بسیاری از کشورهای توسعه‌یافته، به‌کارگیری شیشه‌های ایمنی، بخشی از مقررات ساختمانی است که باعث ایمن‌تر شدن ساخت‌وسازها می‌شود.

## شیشهٔ سکوریت

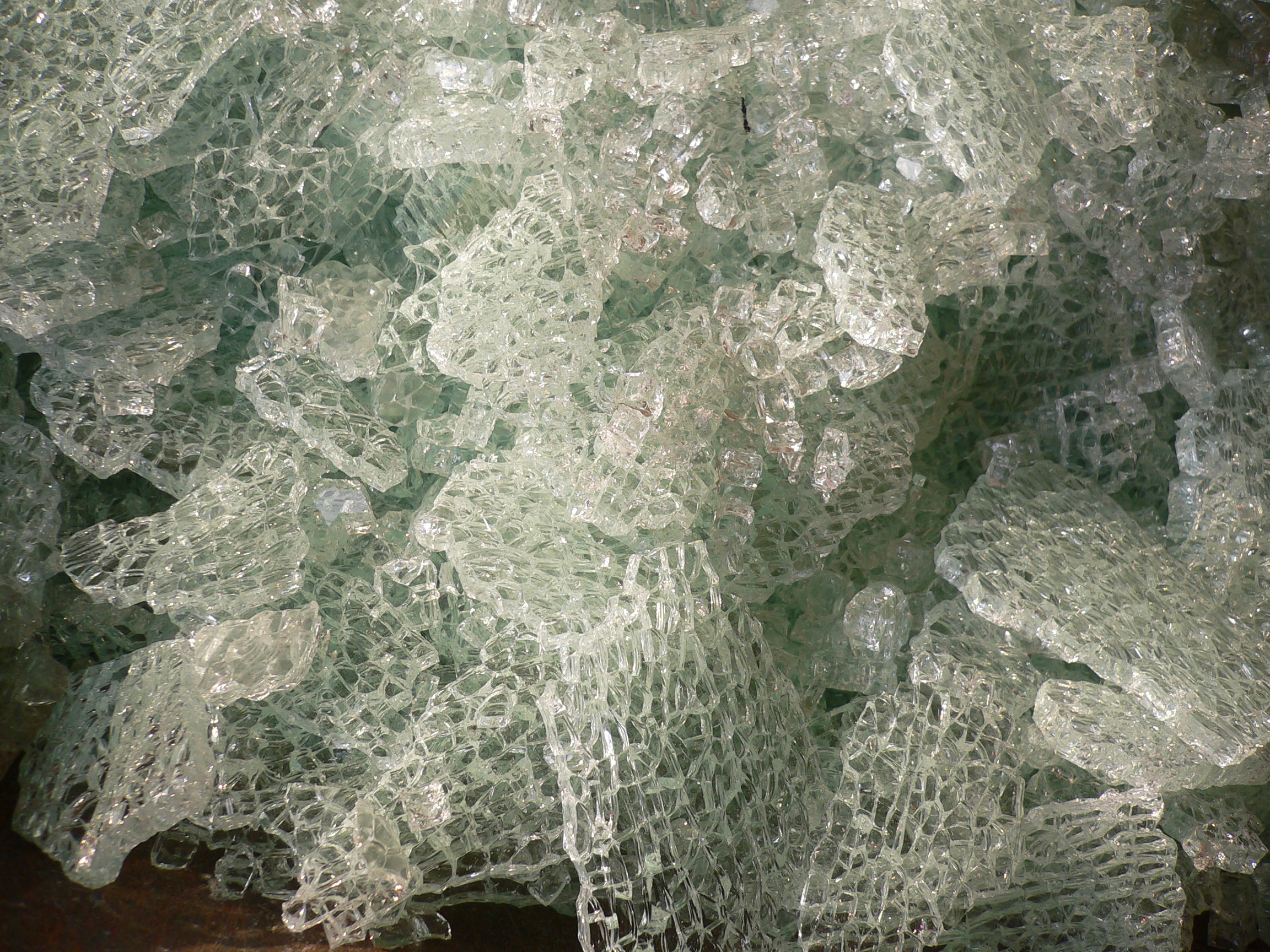
شیشهٔ سکوریت شکسته‌شده

شیشهٔ سکوریت به‌وسیلهٔ عملیات حرارتی یا شیمیایی کنترل‌شده برای افزایش استحکام آن پردازش می‌شود. طراحی این شیشه‌ها به گونه‌ای است که باعث می‌شود ورق شیشه در هنگام شکستن، به‌جای تبدیل به قطعات متنوع، بی‌نظم و ناهموار به قطعات کوچک با اندازه و شکل مشابه با خطرات و آسیب احتمالی کمتر تبدیل شود.
شیشهٔ سکوریت به‌دلیل ایمنی و استحکام خود در کاربردهای مختلف از جمله پنجره‌های خودروهای سواری، کابین‌های دوش، درها و میزهای شیشه‌ای، سینی‌های یخچال، به عنوان جزئی از شیشه‌های ضد گلوله، برای ماسک‌های غواصی، انواع بشقاب و ظروف پخت و پز و … استفاده می‌شود.

## شیشهٔ لمینت

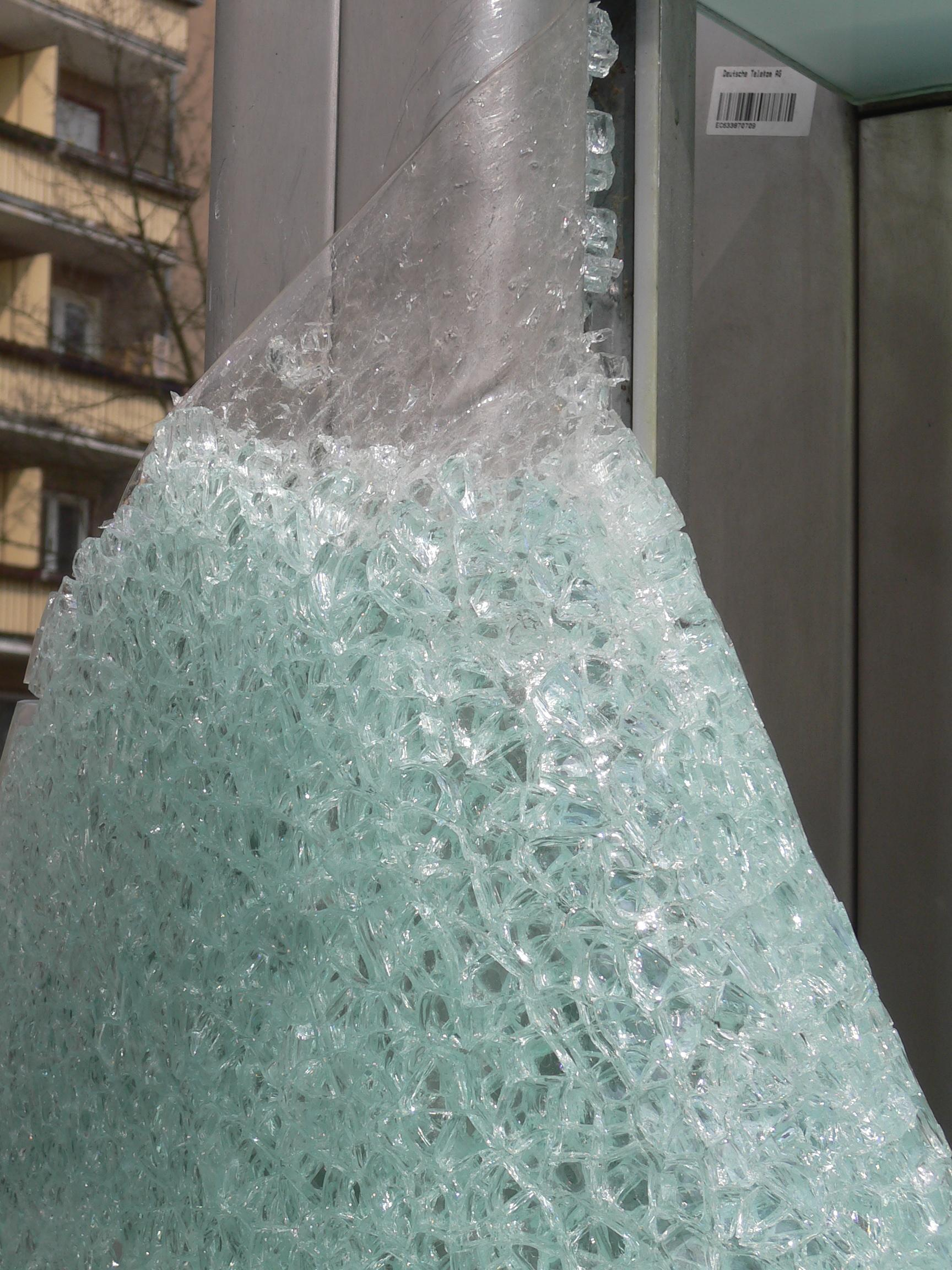
شیشهٔ لمینت چندلایهٔ شکسته. بخشی از لایهٔ میانی در بالای تصویر دیده می‌شود.

شیشه‌های لمینت از لایه‌هایی از شیشه و پلاستیک تشکیل شده‌اند که به‌وسیلهٔ یک لایه میانی در کنار هم قرار گرفته‌اند. هنگامی که شیشهٔ لمینت شکسته شود، توسط یک لایهٔ میانی، معمولاً از جنس پلی‌وینیل بوتیرال (PVB) در جای خود نگه داشته و کمتر پراکنده می‌شود. این ویژگی مانع از شکستن شیشه به قطعات بزرگ و تیز می‌شود. هنگامی که ضربهٔ وارد شده برای سوراخ کردن و متلاشی کردن کامل شیشه کافی نباشد، یک الگوی ترک‌خوردگی مشابه «تار عنکبوت» (ترک‌های شعاعی و متحدالمرکز) ایجاد می‌شود.
شیشهٔ لمینت معمولاً در شرایطی استفاده می‌شود که احتمال برخورد انسان به شیشه یا سقوط شیشه وجود داشته باشد. شیشه‌های نورگیر سقف و شیشه‌های جلوی خودرو معمولاً از شیشه‌های چندلایه هستند. در مناطق جغرافیایی که نیاز به ساخت‌وساز مقاوم در برابر طوفان دارند، شیشه‌های چندلایه اغلب در نمای بیرونی فروشگاه‌ها، دیوارهای پرده‌ای و پنجره‌ها استفاده می‌شود. لایهٔ میانی پلی‌وینیل بوتیرال همچنین به‌دلیل اثر میرایی، رتبه‌بندی عایق صدای بسیار بالاتری به شیشه می‌دهد و همچنین بیشتر تابش فرابنفش ورودی را مسدود می‌کند.

## شیشهٔ مشبک

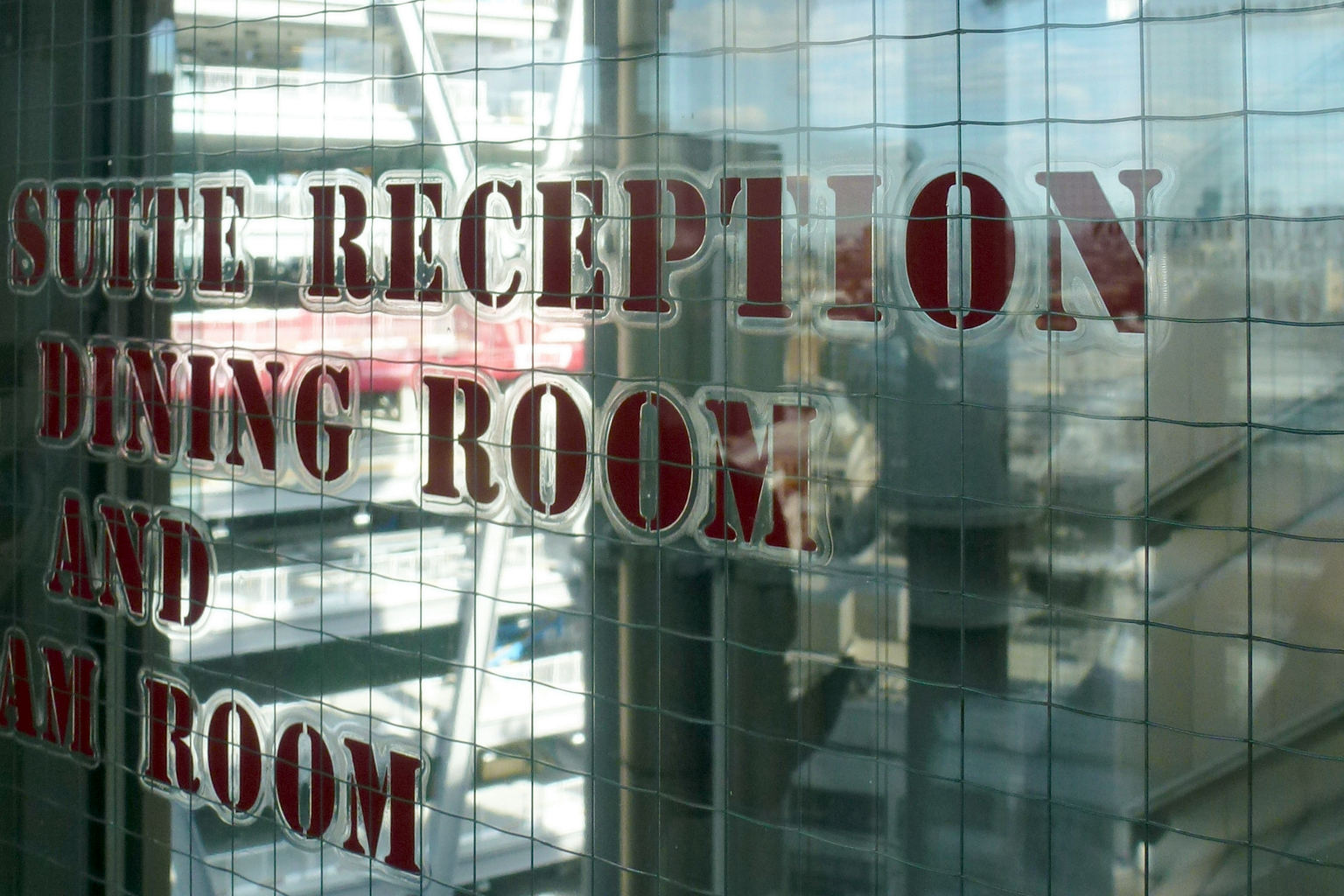
شیشه‌های تقویت‌شده با مِش سیم در ساختمان لویدز

شیشهٔ مشبک سیمی، دارای یک شبکه یا مِش از سیم فلزی نازکی است که درون شیشه تعبیه شده‌است. شیشهٔ سیمی در ایالات متحده به‌دلیل توانایی‌های خود در برابر آتش استفاده می‌شود و برای مقاومت در برابر گرما از درجهٔ حفاظتی خوبی برخوردار است. به همین دلیل است که شیشه‌های سیمی به‌طور انحصاری در آسانسورهای خدماتی برای جلوگیری از ورود آتش به شفت استفاده می‌شود و همچنین به همین دلیل است که معمولاً در مکان‌های سازمانی با حفاظت بالا مورد استفاده هستند.
سیم‌های به‌کار رفته در این شیشه‌ها مانع از افتادن شیشه از قاب می‌شوند و این شیشه‌ها نسبت به شیشه‌های لمینت بسیار مقاوم‌تر در برابر حرارت هستند.
شیشه‌های سیمی، آن‌گونه که به‌نظر می‌رسد، در برابر ضربه‌ها مستحکم نیستند و به‌دلیل نفوذ سیم به ساختار شیشه، ضعیف‌تر از شیشه‌های بدون سیم هستند. بی‌نظمی ناشی از ورود سیم به ساختار این نوع شیشه، شکنندگی آن را افزایش می‌دهد. این ویژگی، منجر به کاهش استفاده از آن در برخی ساختمان‌ها، به‌ویژه در مدارس شده‌است.
در سال‌های اخیر، مواد جدیدی در دسترس قرار گرفته‌اند که هم میزان مقاومت در برابر آتش‌سوزی و هم رتبه‌بندی ایمنی بالایی دارند؛ بنابراین تداوم استفاده از شیشه‌های سیمی در سراسر جهان مورد بحث است. قانون بین‌المللی ساختمان ایالات متحده در سال ۲۰۰۶ استفاده از شیشه‌های سیمی را ممنوع کرد.
قوانین ساختمانی کانادا هنوز استفاده از شیشهٔ سیمی را مجاز می‌داند، اما این قوانین در حال بازنگری هستند و انتظار می‌رود استفاده از شیشه‌های سیمی قدیمی در کانادا نیز بسیار محدود شود.